# فیشباخ/رهون
فیشباخ/رهون (به آلمانی: Fischbach/Rhön) یک منطقهٔ مسکونی در آلمان است که در کالتن‌نوردهایم واقع شده‌است.
 فیشباخ/رهون  ۵۵۵ نفر جمعیت دارد.